# Adam Matysek
Adam Jan Matysek (Piekary Śląskie, 19 juli 1968) is een voormalig profvoetballer uit Polen die gedurende zijn carrière speelde als doelman. Hij beëindigde zijn actieve loopbaan in 2002, kort nadat hij met zijn vaderland had deelgenomen aan het WK voetbal 2002. Nadien was hij werkzaam voor de Poolse voetbalbond, onder meer als keeperstrainer van Polen –21.

## Clubcarrière
Matysek begon zijn carrière bij Zagłębie Wałbrzych en speelde vervolgens voor Śląsk Wrocław, Fortuna Köln, FC Gütersloh, Bayer 04 Leverkusen, Zagłębie Lubin en RKS Radomsko.

## Interlandcarrière
Matysek kwam 34 keer uit voor het Pools nationaal elftal in de periode 1991–2002, en moest in totaal 23 tegentreffers incasseren. Onder leiding van bondscoaches Andrzej Strejlau en Lesław Ćmikiewicz maakte hij zijn debuut op 3 december 1991 in het vriendschappelijke duel in Caïro tegen Egypte (4–0), net als Jacek Bobrowicz, Krzysztof Maciejewski, Jerzy Podbrożny, Zdzisław Janik en Ryszard Czerwiec. Matysek trad in die wedstrijd na 67 minuten aan als vervanger van Bobrowicz. Hij nam met zijn vaderland deel aan het WK voetbal 2002 in Japan en Zuid-Korea, maar kwam daar niet in actie.